# Fritz Benke
Fritz Benke (* 1. Oktober 1913 in Cöpenick; † 30. Dezember 2003 in Berlin) war ein Widerstandskämpfer gegen den Nationalsozialismus und Lokalpolitiker (SPD).

## Leben
Fritz Benke wuchs in Cöpenick (heute: Berlin-Köpenick) auf. Er lernte Schlosser und arbeitete als Werksmeister sowie als Lehrer in Berlin. Gewerkschaftlich organisiert war er bis zum Verbot im Zuge der Gleichschaltung 1933 im Deutschen Metallarbeiter-Verband (DMV) organisiert. 1931 trat er der Sozialistischen Arbeiter-Jugend (SAJ) und der Sozialistischen Arbeiterpartei Deutschlands (SAPD) bei. Nach der Machtergreifung half er unter anderem Robert Keller, sich vor der Gestapo in Berlin versteckt zu halten. Benke ging in den Untergrund und vertrieb heimlich das Banner des revolutionären Marxismus, die Zeitschrift der verbotenen SAPD. Ab 1936 wurde er illegaler Leiter der SAPD und damit Nachfolger von Hubert Klein. Dabei arbeitete er auch mit Willy Brandt zusammen.
Während der Zeit des Nationalsozialismus soll Benke mehr als sechzig Personen bei der Flucht geholfen haben. Zudem reiste er mehrfach in das Ausland, um den Widerstand zu organisieren.
Nach dem Zweiten Weltkrieg schloss er sich der SPD an, wurde aber aus Köpenick vertrieben, weil er gegen einen Zusammenschluss von KPD und SPD eingetreten war. Er zog nach West-Berlin, wo er sich als Bezirksverordneter und Parteisekretär der SPD engagierte. Er starb 2003 in Berlin.